# Quinta força
A teoria atual para explicar as forças da natureza foi desenvolvido na década de 1960 e é chamada de Modelo Padrão. Ela elegantemente explica como 13 partículas, incluindo o bóson de Higgs, interagem para criar três das quatro forças da natureza: eletromagnetismo e as forças nucleares fortes e fracas. A quarta força da natureza é a gravidade, a mais fraca de todas as forças.
Ocasionalmente, alguns físicos postulam a existência de uma quinta força além das quatro forças fundamentais conhecidas. Essa força  teria praticamente a mesma intensidade da força da gravidade (isto é, é muito mais fraca do que a força eletromagnética e a nuclear) e teria escala de menos de um milímetro na escala cosmológica.

## História
Inicialmente, em 2013, era suposto que o bóson de Higgs não é uma partícula fundamental, mas em vez disso é constituído por outras partículas fundamentais ligadas entre si por uma quinta força até então invisíveis da natureza. Isso é semelhante ao que já é conhecida a acontecer com a força nuclear forte, que liga quarks juntos para produzir partículas nucleares como prótons e nêutrons.
Um experimento de laboratório na Hungria detectou uma anomalia no decaimento radioativo em 2016, que poderia ser a assinatura da quinta força fundamental desconhecida. Os teóricos, como alternativa para explicar a anomalia, propuseram várias partículas exóticas de matéria e portadores de força, incluindo o "fótons escuras", uma analogia, aos fótons convencionais, que carregam a força eletromagnética.